# ジェームズ・フォークナー (俳優)
ジェームズ・フォークナー（James Sebastian Faulkner、1948年7月18日 - ）は、イングランドの俳優。
ロンドン・ハムステッド出身。
映画『ブリジット・ジョーンズの日記シリーズ』のジェフリーおじさん役や、テレビドラマ『ゲーム・オブ・スローンズ』のランディル・ターリー役などで知られる。

## 主な出演作品

### 映画
- 美しく青きドナウ The Great Waltz (1972)
- 軍旗の陰影 Conduct Unbecoming (1975)
- ズールー戦争 Zulu Dawn (1979)
- フラッシュポイント・アフリカ/反逆の大地 Flashpoint Africa (1980)
- 錆びた黄金 Eureka (1983)
- リアル・ライフ Real Life (1984)
- フィービー・ケイツの レース II Lace II (1985) テレビ映画
- 熱血探偵ハリー Still Crazy Like a Fox (1987) テレビ映画
- スナイパー/狙撃者 The Bourne Identity (1988) テレビ映画
- バスカヴィル家の犬 The Hound of the Baskervilles (1988) テレビ映画
- ゴルバチョフ暗殺指令 Just Another Secret (1989) テレビ映画
- 彼はメイド・イン・パリ Un amour de banquier (1991) テレビ映画
- クライムタイム Crimetime (1996)
- タイムマスター/アラジンの秘宝 A Kid in Aladdin's Palace (1997) ビデオ映画
- コーンウォールの森へ All the Little Animals (1998)
- ヴィゴ Vigo (1998)
- ブリジット・ジョーンズの日記 Bridget Jones's Diary (2001)
- ザ・ターゲット The Piano Player (2002)
- エージェント・コーディ ミッション in LONDON Agent Cody Banks 2: Destination London (2004)
- ブリジット・ジョーンズの日記 きれそうなわたしの12か月 Bridget Jones: The Edge of Reason (2004)
- アイ・アム・キューブリック! Colour Me Kubrick: A True...ish Story (2005)
- マスク・オブ・レジェンド Day of Wrath (2006)
- コンクラーベ 天使と悪魔 The Conclave (2006)
- グッド・シェパード The Good Shepherd (2006)
- ヒットマン Hitman (2007)
- バンク・ジョブ The Bank Job (2008)
- サブリミナル Franklyn (2008)
- バイブル・コード Der Bibelcode (2008) テレビ映画
- X-MEN:ファースト・ジェネレーション X-Men: First Class (2011)
- ブリジット・ジョーンズの日記 ダメな私の最後のモテ期 Bridget Jones's Baby (2016)
- アンダーワールド ブラッド・ウォーズ Underworld: Blood Wars (2016)
- ジャコメッティ 最後の肖像 Final Portrait (2017)
- アトミック・ブロンド Atomic Blonde (2017)
- パウロ 愛と赦しの物語 Paul, Apostle of Christ (2018)[3]

### テレビドラマ
- 火星年代記 The Martian Chronicles (1980) ミニシリーズ
- めざせダウニング街10番地 First Among Equals (1986) ミニシリーズ
- ダルグリッシュ警視シリーズ 策謀と欲望 Devices and Desires (1991) ミニシリーズ
- 青春の城 コビントン・クロス Covington Cross (1992)
- ニキータ La Femme Nikita (1997, 1999)
- ベン・ハー Ben Hur (2010) ミニシリーズ
- ボルジア家 愛と欲望の教皇一族 Borgia (2013)
- ダウントン・アビー Downton Abbey (2014)
- ダ・ヴィンチと禁断の謎 Da Vinci's Demons (2013-2015)
- ゲーム・オブ・スローンズ Game of Thrones (2016-2017)
- 窓際のスパイ Slow Horses (2022-)